# Staw (jezioro w powiecie suwalskim)
Staw – jezioro w gminie Suwałki, położone na zachód od jeziora Wigry, z którym łączy się około 200-metrową strugą. Na jego zachodnim brzegu położona jest wieś Płociczno-Tartak, zaś na wschodnim zabudowania należące do wsi Gawrych Ruda.
Powierzchnia jeziora wynosi 20,75 ha, a maksymalna głębokość 14,2 m. Dzięki podziemnym źródłom zapewniającym wysoką przejrzystość wody jest uznawane za doskonałe miejsce do nurkowania.
Zatoka znajdująca się w południowym krańcu jeziora ma głębokość maksymalną 4 m. Dno jeziora w tej części porośnięte jest prawie całkowicie, a w jego wodach występują m.in. szczupaki, płocie, okonie, węgorze, raki; spotykane są tu także bobry.